# 皮拉特基夫齊
48°53′20″N 25°59′59″E / 48.88889°N 25.99972°E
皮拉特基夫齊（烏克蘭語：Пилатківці），是烏克蘭的村落，位於該國西部捷爾諾波爾州，由喬爾特基夫區負責管轄，處於尼奇拉瓦河畔，面積183.39平方公里，海拔高度224米，2001年人口424。